# HNLMS Tromp (F803)
Pour les autres navires du même nom, voir HNLMS Tromp.
Le HNLMS Tromp (F803) (néerlandais : « Zr. Ms. Tromp ») est une frégate de la classe De Zeven Provinciën en service dans la Marine royale néerlandaise.
Sa quille est posée en 1999, il est lancé en 2001 et mis en service en 2003. La frégate porte le nom des héros navals néerlandais Maarten Tromp (1598-1653) et Cornelis Tromp (1629-1691).
Depuis le 18 juin 2010, il est commandé par le commandant René Tas.

## Historique
En novembre 2006, le HNLMS Tromp participe au Theatre Ballistic Missile (TBM) Tracking Exercise (TRACKEX). L'événement a lieu au large d'Hawaï. Pour TRACKEX, le Tromp est équipé de la modification expérimentale Extended Long Range (ELR) de son radar Thales Nederland SMART-L. Au cours de l'exercice, un substitut de missile balistique est lancé depuis l'île de Kauai et suivi avec succès par le Tromp à l'aide de son radar SMART-L modifié par l'ELR. Un autre exercice TRACKEX a lieu en décembre 2006.
Le Tromp est déployé en 2010 dans l'océan Indien au large des côtes africaines dans le cadre de l'opération Atalante, composée d'unités navales de l'Union européenne. L'opération a pour objectif de lutter contre la piraterie dans la région.
Le 14 mars 2010, le Tromp répond à un appel de détresse du navire de transport MV Lübeck, attaqué par deux skiffs pirates. Son hélicoptère est déployé sur zone, une équipe d'arraisonnement est ensuite dépêché pour sécuriser le navire. Le lendemain, le Tromp localise les deux skiffs et capture les équipages, situés à environ 100 km du Lübeck. L'équipage de la frégate coule les navires concernés et confisque les téléphones satellite, des AK-47, un lance-roquettes et du matériel d'embarquement.
Trois jours plus tard, le 17 mars 2010, le Tromp est impliqué dans un incident avec des pirates présumés au large des côtes de l'Afrique de l'Est. Alors que deux petites embarcations s'approchent à grande vitesse de la frégate, ceux-ci font demi-tour lorsque les pirates s'aperçoivent qu'il s'agit d'un navire de guerre. Après une courte poursuite, le Tromp capture deux embarcations et le vaisseau mère. Les deux sont détruits et les pirates relâchés sur le vaisseau-mère, après une fouille et la capture d'armes.
Le 5 avril 2010, le Tromp secourt le porte-conteneurs MV Taipan par le déploiement de six Marines embarqués sur son hélicoptère Lynx, entrainement l'abordage sur le pont du Taipan et la capture de 10 pirates. Les 13 membres d'équipage (2 Allemands, 3 Russes, 8 Sri Lankais) sont indemnes après avoir trouvé refuge dans un endroit sécurisé après l'arrêt des moteurs du navire,,.
Le 1er juin 2010, la reine Beatrix se rend en Norvège à bord du Tromp pour une visite d'État de 3 jours.
À son retour à son port d'attache en février 2011 à travers la Méditerranée, le navire est déployé dans le golfe de Sidra pour potentiellement contribuer au retour en toute sécurité des ressortissants néerlandais pendant la guerre civile libyenne de 2011. Alors qu'ils effectuent une mission d'évacuation près de la ville de Syrte, un hélicoptère Lynx et son équipage de trois hommes sont capturés par des membres de l'armée libyenne. L'ingénieur néerlandais et la Suédoise qu'ils tentaient de secourir ont été autorisés à quitter la Libye ; les négociations ont abouti à la libération de l'équipage.

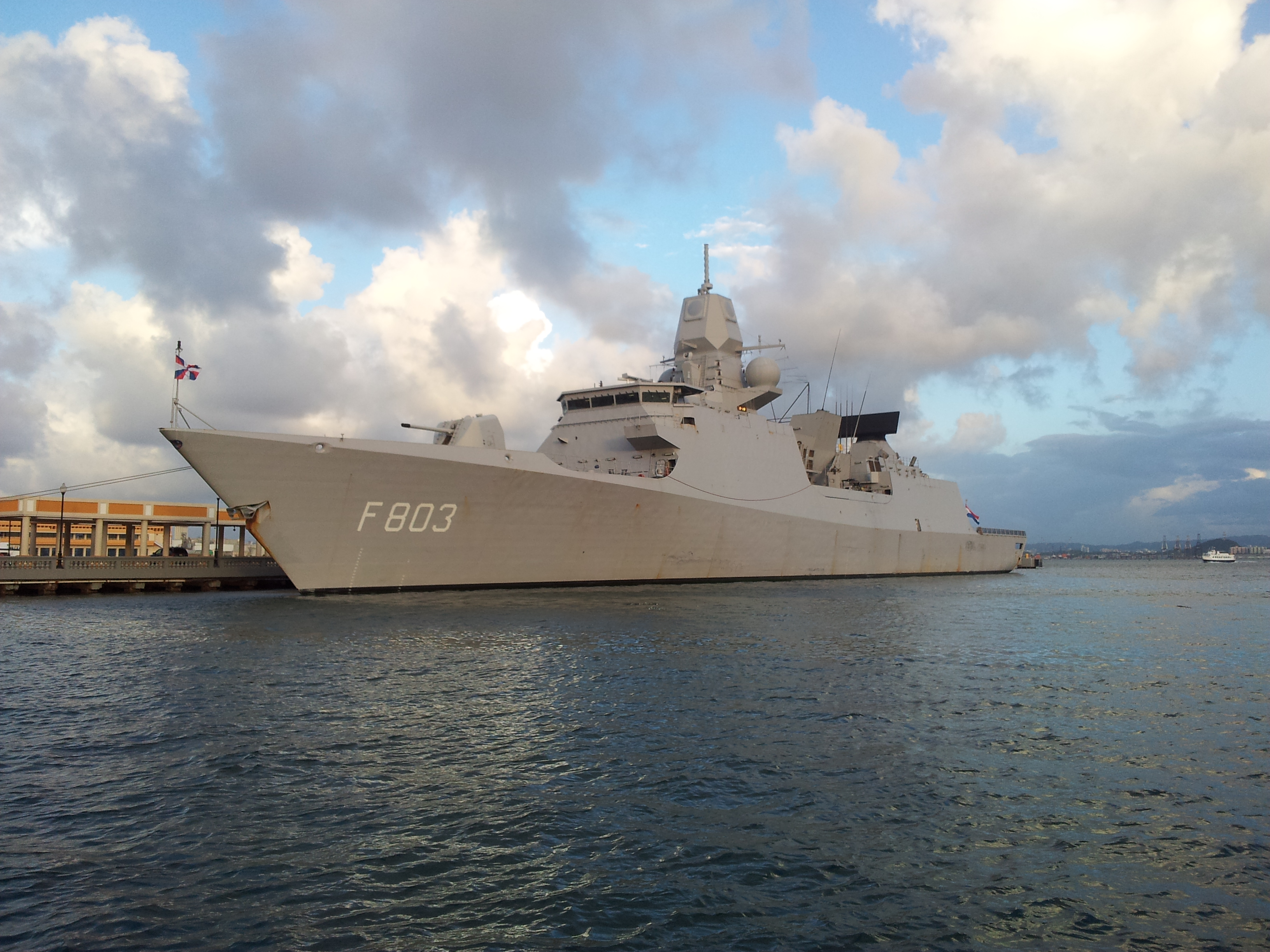
Le Tromp à Porto Rico le 18 juillet 2012.

Le Tromp et son sister-ship De Ruyter participent à l'exercice Formidable Shield 2017 au large des côtes écossaises. La frégate tire un missile SM-2 et un ESSM RIM-162 sur une cible supersonique tirée par un avion F-16 de l'US Air Force,.
Le 11 septembre 2022, le Tromp quitte sa base de Nieuwe Haven (Le Helder) pour rejoindre le Standing NATO Maritime Group 1. Il s'agit de son premier déploiement depuis son importante modernisation de 2018 à 2021.
En mars 2024, les Pays-Bas déploient le Tromp en mer Rouge pendant au moins un mois pour l'opération Gardien de la prospérité. Cette opération menée par les Américains vise à répondre aux attaques des Houthis contre les navires en transit de/vers Israël. La frégate soutient également l’opération européenne Aspide, les deux missions répondant au même objectif. La frégate fournit un « soutien associé » à la coalition européenne, signifiant qu'elle ne relève pas du commandement de l'opération, mais partage des informations tout en fournissant un soutien sur demande.